# 布拉茨凱 (斯卡多夫斯克區)
布拉茨凱（烏克蘭語：Братське）是位於烏克蘭南部的村莊，由赫爾松州斯卡多夫斯克區的丘拉基夫卡市鎮負責管轄。該村始建於1961年，面積0.21平方公里，海拔高度2米，2001年人口249，人口密度每平方公里1,208.7人。